# Буревісник молокайський
Буревісник молокайський (Puffinus newelli) — морський птах з родини буревісникових (Procellariidae).

## Поширення
Гніздовий ендемік Гавайських островів. Гніздиться переважно в горах на острові Кауаї. Невеликі колонії існують на Молокаї, Гаваї і, можливо, Мауї, з непідтвердженими записами з Ланаї. Цей вид не був зареєстрований на Оаху з 1700-х років, проте дослідження опитування, проведене в 2016—2017 роках, виявило наявність цього виду в двох місцях на горі Каала та в Поамохо, що свідчить про те, що він регулярно відвідує острів або навіть розмножується.
Поза періодом розмноження він розселяється в тропічній частині Тихого океану. Його поширення в морі маловідоме, але багато з птахів рухаються на південь і схід у води Екваторіальної протитечії. Вид був зареєстрований на заході аж до Маріанських островів. На півдні є записи з Самоа у вересні 1977 року та Американського Самоа у січні 1993 року.

## Опис
Це відносно невеликий буревісник, довжиною 33 см. Крила мають довжину від 223 до 249 мм, а хвіст — від 78 до 88 мм. Важить від 340 до 425 г. Спина чорна з коричневим відтінком, а низ білий. Темне забарвлення обличчя простягається нижче очей і чітко відокремлюється від білого горла. З боків має білу пляму, яка поширюється на боки крупа. Дзьоб темно-сірий або коричневий, а ноги світло-рожеві.